# Oñati

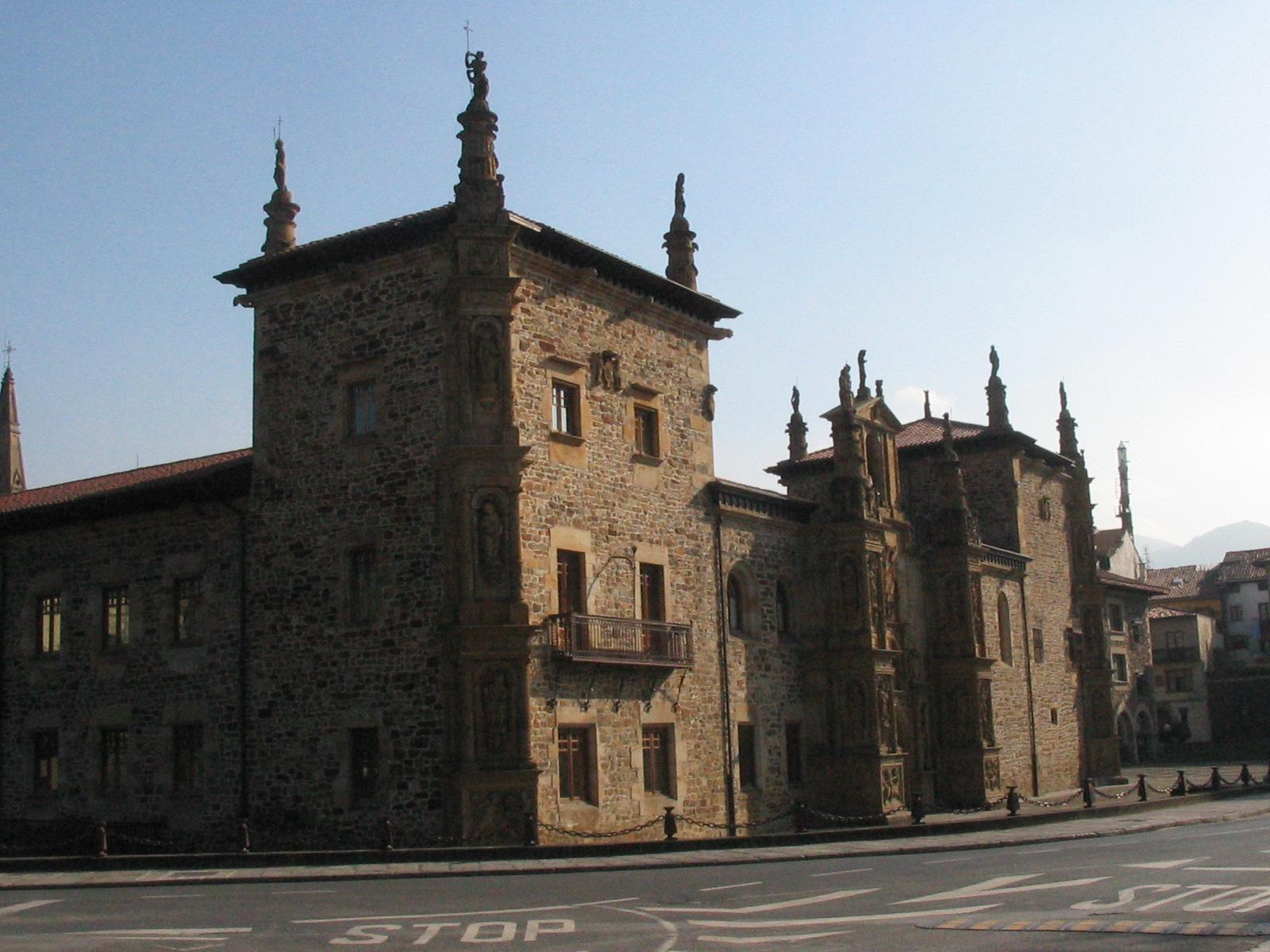
The Antigua Universitad del Pais Vasco

Oñati là một đô thị trong tỉnh Guipúzcoa thuộc cộng đồng tự trị Xứ Basque, Tây Ban Nha. Dân số khoảng 10.500 người.

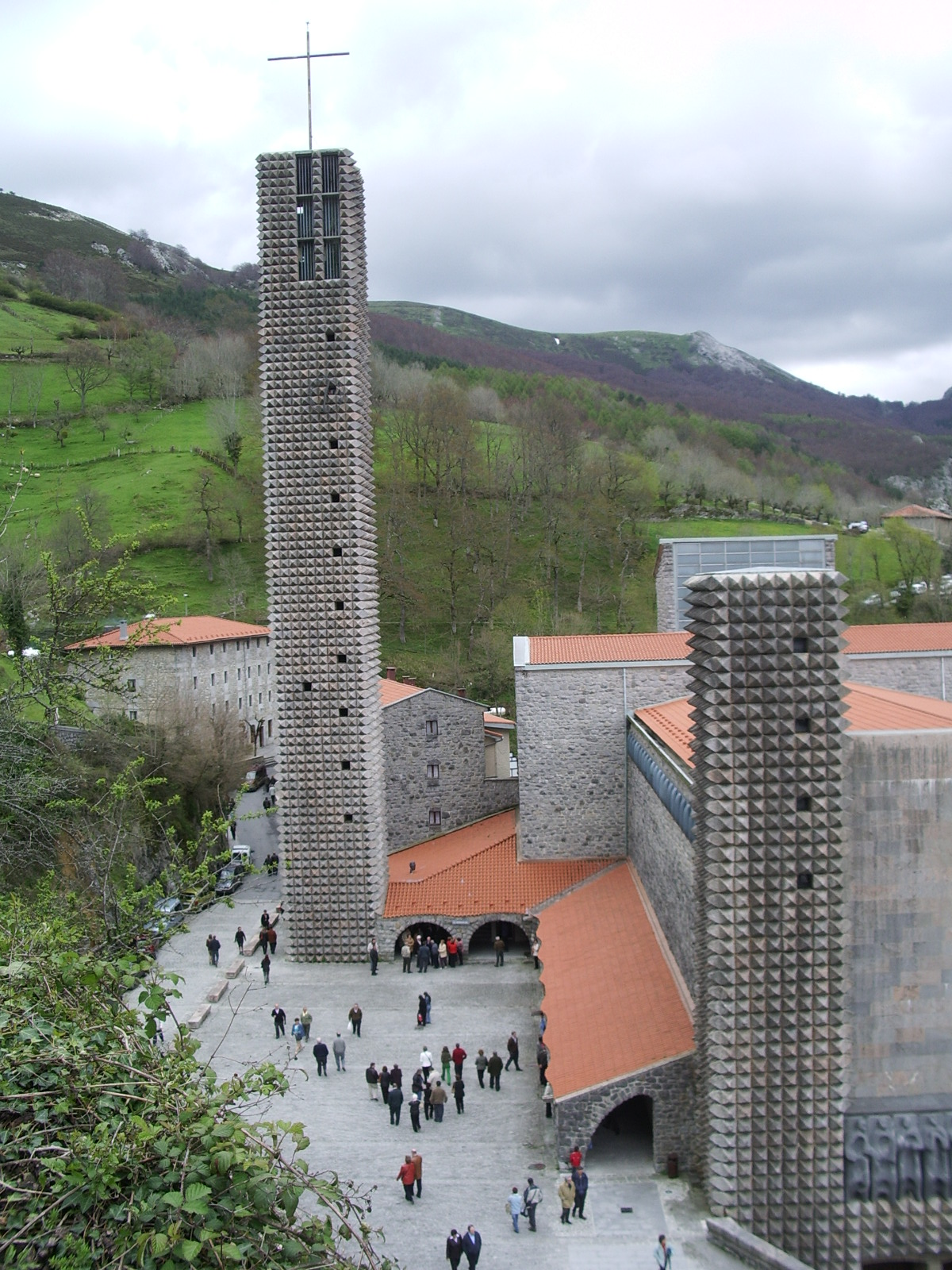
Church of Our Lady of Aránzazu